# Ipeľská kotlina
Ipeľská kotlina je geomorfologický podcelek Jihoslovenské kotliny.

## Charakteristika
Zabírá její západní část a ohraničuje ji ze severu a západu Krupinská planina, z východu Pôtorská pahorkatina, z jihu koryto Ipla a ze západu Novohradské hory. Rozprostírá se v povodí středního Ipeľu a dolního toku řeky Krtíš, jakož i jejich přítoků. Je erozně-tektonického původu a budují ji miocenní sedimenty. Na tektonické zlomy se váže několik minerálních pramenů, např. ve Vinici, Želovce, Sklabiné, Bušincích i Pôtri. Kotlinu tvoří poměrně široká niva Ipľu, přecházející do mírně zvlněné pahorkatiny. Dlouhá je kolem 50 a široká max. 20 km.

## Sídla v Ipeľské kotlině
Ipeľská kotlina patří mezi středně hustě zalidněné území a leží zde města Veľký Krtíš a Šahy, z významnějších sídel například Vinica, Želovce, Dolná Strehová, Čebovce, Sklabiná a Nenince.

## Doprava
Území Ipeľské kotliny patří mezi dopravně méně využívané oblasti. Západním okrajem vede městem Šahy důležitá severojižní dopravní spojnice, dnes mezinárodní cesta E 77, vedoucí po silnici I/66. Spojuje Budapešť přes Šahy a Zvolen s Krakovem. Z regionálních silnic je významná silnice I/75, která prochází severním okrajem kotliny přes Veľký Krtíš k Lučenci, a zejména silnice II/527, která vede od Veľkého Krtíše přes Slovenské Ďarmoty (s odbočkou do Maďarska) až do města Šahy. Železniční doprava se kotlině na území Slovenska prakticky vyhýbá, pouze železniční trať Zvolen – Čata vede ze Šahů severním směrem a dále se zde nachází železniční trať Lučenec – Veľký Krtíš, která se však po zastavení těžby uhlí a z důvodu nevytíženosti osobní dopravy nevyužívá.